# Théorie
Ne doit pas être confondu avec principe (physique) ou hypothèse.
Une théorie (du grec theoria, « contempler, observer, examiner ») est un ensemble cohérent de principes, de règles et de lois visant à décrire un ensemble de faits, induites par l'accumulation d'observations et d'expérimentations ou, dans le cas des mathématiques, déduites d'une base axiomatique donnée (théorie des matrices, des torseurs, des probabilités). Dans le langage courant, le terme « théorie » est également utilisé par expansion pour désigner une idée ou une connaissance spéculative, souvent basée sur des observations ou expériences personnelles du locuteur. 
Dans le domaine scientifique, une théorie doit respecter plusieurs critères, tels que la correspondance entre les principes théoriques et les phénomènes observés, la possibilité de réaliser des prédictions ou encore la compatibilité avec les nouvelles découvertes scientifiques. Celle-ci peut avoir besoin d'être corrigée, nuancée voire réinterprétée au fil de l'évolution des connaissances scientifiques. 

## Mathématiques
Quand on formalise les mathématiques, en logique mathématique, une théorie est un ensemble d’affirmations dont certaines sont des axiomes et les autres des théorèmes démontrables à partir de ces axiomes et au moyen de règles de la logique. Le premier théorème d'incomplétude de Gödel énoncé par Kurt Gödel déclare que toute théorie cohérente, ayant un nombre fini d'axiomes (ou de schémas d'axiomes) dans un langage qui permet de décrire l'arithmétique, et qui démontre quelques énoncés arithmétiques simples, contiendra toujours des propositions indécidables, c'est-à-dire des propositions que la théorie ne permet ni de démontrer ni de réfuter (en n'utilisant bien sûr que les axiomes de cette théorie). C'est le cas de l'arithmétique de Peano mais aussi de la théorie des ensembles. Il est en ce cas loisible de poser arbitrairement ces propositions comme vraies ou fausses. L'exemple le plus connu est l'axiome du choix (ou son équivalent le théorème de Zorn), indécidable dans la théorie des ensembles de Zermelo : il est donc possible d'ajouter, soit l'axiome du choix, soit sa négation, aux axiomes de Zermelo pour obtenir deux théories mathématiques également cohérentes.

## Sciences
« Une théorie sans faits n’est qu’une fantaisie, mais des faits sans théorie ne sont que chaos. »

— Charles Otis Whitman, 1894.
En sciences, une théorie est un modèle ou un cadre de travail pour la compréhension de la nature et de l'humain. En physique, le terme de théorie désigne généralement le support mathématique, dérivé d'un petit ensemble de principes de base et d'équations, permettant de produire des prévisions expérimentales pour une catégorie donnée de systèmes physiques. Un exemple est la « théorie électromagnétique », habituellement confondue avec l'électromagnétisme classique, et dont les résultats spécifiques sont obtenus à partir des équations de Maxwell.
L’adjectif « théorique », adjoint à la description d'un phénomène, indique souvent qu'un résultat particulier a été prédit par une théorie, mais qu'il n'a pas encore été constaté. Par exemple, jusqu'au milieu des années 1960, les trous noirs étaient considérés comme objets théoriques. L'existence d'Uranus, puis de Neptune furent également supposées (ou prédites) par abduction au moyen de la théorie newtonienne, puis plus tard confirmées par l'observation. De même, l'effet laser/maser postulé en 1917 par Albert Einstein et réalisé seulement en 1953.
Pour qu’une théorie soit considérée comme faisant partie des connaissances établies, il est habituellement nécessaire que celle-ci produise une expérience critique, c’est-à-dire un résultat expérimental non prédictible par une autre théorie établie. Un exemple fut la déviation apparente des rayons lumineux observée au cours d'une éclipse, déviation prévue en 1915 par la relativité générale, et constatée de façon partielle pour la première fois le 29 mai 1919.
- Si les conséquences prévues ne sont pas contredites par la réalité observée et mesurée, alors la théorie et ses principes se trouvent confortés (inférence bayésienne).
- Si apparaissent des faits observés et mesurés que la théorie ne prévoit pas, alors soit il faut soit modifier la théorie, soit en préciser les limites. Ainsi la théorie de la gravitation de Newton, pour les vitesses ou les champs gravitationnels très élevés, demande non seulement un correctif, mais une réinterprétation complète des relations entre l'espace et le temps qui constitue la Relativité.
- Si la théorie prédit des effets, alors il faut chercher à les observer et à les mesurer. Par exemple, les théories astrophysiques prédictives confirment qu'il y a des lois, règles, modèles qui s'appliquent au comportement de l'univers. Ainsi :
  - les lois de conservation (voir Théorème de Noether) ;
  - les principes de maxima et de minima, comme ceux de Maupertuis et d'Hamilton.

## Droit
Dans le droit, le terme de théorie peut avoir deux objets. Soit il désigne une solution à un problème de droit proposée en général par la doctrine qui la dégage de la jurisprudence, voire de l'état du droit positif. Cette théorie propose l'application d'une règle précise lorsqu'une situation vérifie certains critères déterminés. La théorie propose donc un cadre simple et rigoureux qui facilite la prise de décision dans des cas concrets. Une théorie peut être invalidée par un revirement de jurisprudence ou par une loi contraire. En ce sens, les théories sont des énoncés simples et portent sur des champs très limités du droit. Des exemples de théories juridiques sont, en droit administratif, la théorie des mutations domaniales et la théorie des sujétions imprévues.
Soit il désigne ce que certains positivistes, depuis la fin du XIXe siècle et le début du XXe, ont tenté de construire, à savoir un discours sur le droit qui tend à l'appréhender de façon globale, et à tenter de comprendre ses mécanismes intrinsèques (si tant est qu'il en existe). Le théoricien, au contraire du docteur (au sens de celui qui participe à la doctrine; comprendre : ceux qui émettent une opinion au sein de la communauté juridique), suivant en cela une tradition qu'ils font remonter notamment à Kant différenciant le jugement de fait et le jugement de valeur, ne doit pas porter de jugement de valeur sur le droit (il ne dit pas si le droit est bien ou mal, s'il doit rester tel qu'il est ou qu'il devrait être changé…), mais uniquement le décrire. Cette analyse en termes de discours ou plutôt de langage et de méta-langage (ce qu'est la théorie du droit, le droit étant le « langage objet », celui dont on parle) est due à Hans Kelsen, auteur notamment de la Théorie pure du Droit (1962, pour la seconde édition, LGDJ-Bruylant, Coll. La Pensée Juridique). Ses travaux sont perpétués en France notamment par Otto Pfersmann (par ex. : Raisonnement juridique et interprétation, sous la dir. Pfersmann et Timsit, Publications de la Sorbonne, Paris 2001), Michel Troper (par ex. : Théorie du droit, le droit, l'État, PUF, 2001) ou Éric Millard (par ex. : Théorie générale du droit, Dalloz, Paris 2006) qui ont chacun élaboré leur propre compréhension de Kelsen, et ont orienté leurs travaux en ce sens.

## Théories notoires
- Théorie des nombres en mathématiques
- Théorie des cordes, relativité générale en physique
- Théorie du chaos en mécanique
- Théorie des codes en informatique
- Théorie de la demande, de la monnaie et du taux d'intérêt en économie
- Langage formel en linguistique
- Théorie de la médiation ou anthropologie clinique en anthropologie
- Théorie de la connaissance, transdisciplinaire
- Théorie de l'évolution en biologie
- Théorie des contraintes en sciences de gestion